# Bracken megye
Bracken megye az Amerikai Egyesült Államokban, azon belül Kentucky államban található. Megyeszékhelye Brooksville, legnagyobb városa Augusta. Lakosainak száma 8400 fő (2020. április 1.). Bracken megye Clermont, Brown, Mason, Robertson, Harrison és Pendleton megyékkel határos.

## Népesség
A megye népességének változása:
| Lakosok száma | 8493 | 8501 | 8478 | 8416 | 8321 | 8400 |
|               | 2010 | 2011 | 2012 | 2013 | 2015 | 2020 |